# Parker Solar Probe
Parker Solar Probe (česky Parkerova sluneční sonda), známá dříve jako Solar Probe+ či  NASA Solar Probe, je sluneční sonda NASA, která zkoumá korónu Slunce. Zamýšlené přiblížení na pouhých 8,86 poloměrů Slunce od povrchu má umožnit získat nové poznatky o sluneční koróně a o mechanismu vzniku slunečního větru. Pro přiblížení ke Slunci sonda využívá gravitační manévry pomocí Venuše.

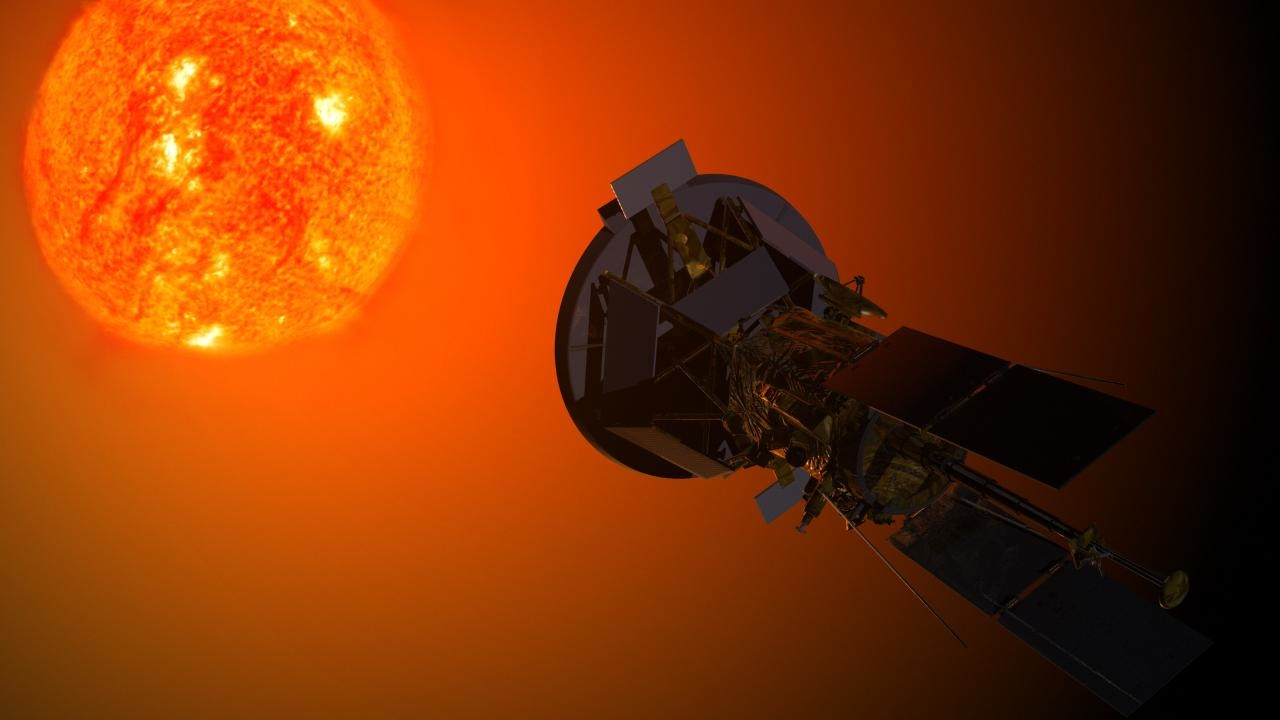
Umělecká představa sondy

Animace trajektorie sondy od srpna 2018 do srpna 2025:
Parker Solar Probe
Slunce
Merkur
Venuše
Země Detailnější animace viz toto video.

Sonda měla být původně vypuštěna v roce 2015, nakonec k jejímu vypuštění došlo 12. srpna 2018. Délka mise je plánována na téměř 7 let, Nejblíže ke Slunci by se sonda měla dostat v letech 2024 a 2025. Tento cíl byl naplněn 24. prosince 2024, kdy se sonda stala lidským výtvorem, který dosáhl dosud nejkratší vzdálenosti od Slunce. Sonda je pojmenována po americkém astrofyzikovi Eugenu Newmanu Parkerovi, který zavedl pojem sluneční vítr a vypracoval jeho teorii. Jde o první sondu NASA pojmenovanou po žijícím člověku.

## Historie
Koncept solární sondy pochází z roku 1958 ze zprávy skupiny Fields and Particles Group (Výbor 8 Rady pro vesmírné vědy americké Národní akademie věd), která navrhla několik vesmírných misí, mezi jinými právě „sluneční sondu, která by měla prolétnout uvnitř oběžné dráhy Merkuru a studovat částice a pole v blízkosti Slunce“. Studie v 70. a 80. letech 20. století znovu potvrdily význam takového projektu, realizace však byla kvůli nákladnosti opakovaně odložena, v 90. letech pak byla zvažována mise Solar Orbiter se sníženými náklady.
Na konci 90. let NASA formulovala program  Outer Planet/Solar Probe (OPSP). První tři mise programu měly být: Solar Orbiter, Kuiper Express mise pro studium Pluta a Kuiperova pásu a astrobiologická mise Europa Orbiter zaměřená na Jupiterův měsíc Europu. Program však byl v roce 2003 zrušen.
Solární sonda navržená v rámci tohoto programu počítala s gravitační asistenci Jupitera ke vstupu na polární oběžnou dráhu, která by klesla téměř přímo ke Slunci. Mohla by tak prozkoumat důležité sluneční póly a přiblížila by se ještě blíže k povrchu (3 R☉). Sonda by proto potřebovala kvalitnější tepelnou ochranu a vzhledem k extrémním rozdílům v intenzitě slunečního záření by musela být napájena Radioizotopovým generátorem, obojí by sondu prodražilo. Kromě toho by se mise časově výrazně prodloužila (3,5 roku do prvního slunečního perihelia, 8 let do druhého).
Od roku 2010 vznikal přepracovaný projekt mise využívající gravitační asistenci Venuše. Trajektorie sondy je kratší a opakované gravitační manévry ji postupně přibližují ke Slunci. Maximální plánované přiblížení bude menší, asi 9,86 slunečního poloměru od středu Slunce. Uvedené změny snižují nároky na tepelnou ochranu a umožňují napájet sondu solárními panely.
V květnu 2017 byla sonda pojmenována Parker Solar Probe na počest astrofyzika Eugena Newmana Parkera, který zavedl pojem sluneční vítr. Do té doby byla sonda nazývána Solar Probe+

## Sonda
Parker Solar Probe je první sonda, která vletěla do nízké sluneční koróny. Zkoumá strukturu a dynamiku slunečního koronálního plazmatu a magnetického pole, toky energie, které zahřívají sluneční korónu a pohánějí sluneční vítr, a mechanismy, které urychlují energetické částice.
Systémy sondy jsou chráněny před extrémní radiací v blízkosti Slunce tepelným štítem. Intenzita slunečního záření v perihéliu dosahuje přibližně 650 kW/m2, což je 475násobek intenzity na oběžné dráze Země. Tepelný štít na straně přivrácené ke Slunci je šestiúhelníkový, s průměrem 2,3 m a tloušťkou 11,4 cm. Je vyroben ze dvou panelů z vyztuženého uhlík-uhlíkového laminátu, které kryjí jádro z uhlíkové pěny. Je navržen tak, aby odolal teplotě až 1370 °C. Štít váží pouze 73 kilogramů a udržuje přístroje kosmické lodi na teplotě 29 °C. Bez štítu by došlo ke zničení přístrojů během několika desítek sekund. Bílá povrchová vrstva z oxidu hlinitého minimalizuje absorpci záření. Systémy sondy a vědecké přístroje jsou umístěny ve střední části štítu, kde je přímé záření ze Slunce zcela blokováno. mimo štít vyčnívají pouze některé senzory. Orientace sondy vzhledem ke Slunci je řízena pomocí gyroskopů a čtyř senzorů, které reagují na sluneční světlo, pokud se dostanou za hranici stínu.
V blízkosti perihelia sonda funguje zcela autonomně, vzhledem k blízkosti Slunce a nutnosti orientovat sondu štítem ke Slunci je po většinu času rádiová komunikace znemožněna. Vědecká data jsou přenášena v době, kdy je sonda ve větší vzdálenosti od Slunce.
Pro napájení sondy slouží duální systém fotovoltaických panelů. Primární panely se používají ve vzdálenosti větší než 0,25 au. V menší vzdálenosti se sklopí do stínu a napájení zajišťují výrazně menší panely chlazené kapalinou.

## Vědecké cíle
Vědecké cíle mise Parker Solar Probe jsou:
- Sledování toku energie, která ohřívá sluneční korónu a urychluje sluneční vítr.
  1. Jak se energie z nižší sluneční atmosféry přenáší do koróny a slunečního větru a jak se v nich rozptyluje?
  2. Jaké procesy utvářejí nerovnovážné rozložení rychlosti pozorované v celé heliosféře?
  3. Jak procesy v koróně ovlivňují vlastnosti slunečního větru v heliosféře?
- Určení struktury a dynamiky plazmatu a magnetických polí ve zdrojích slunečního větru.
  1. Jak je magnetické pole v oblastech zdrojů slunečního větru propojeno s fotosférou a heliosférou?
  2. Jsou zdroje slunečního větru stálé nebo přerušované?
  3. Jak se pozorované struktury v koróně vyvíjejí do slunečního větru?
- Prozkoumání mechanismů, které urychlují a transportují energetické částice.
  1. Jakou roli hrají rázy, přepojení magnetických siločar, vlny a turbulence při urychlování energetických částic?
  2. Jaké jsou zdrojové populace a fyzikální podmínky nezbytné pro urychlení energetických částic?
  3. Jak jsou energetické částice transportovány v koróně a heliosféře?

## Přístroje
Sonda nese čtyři hlavní experimentální zařízení:
- FIELDS (Electromagnetic Fields Investigation) - soubor přístrojů sledujících intenzitu a tvar elektrických a magnetických polí ve vnitřní heliosféře. FIELDS měří vlny a turbulence ve vnitřní heliosféře s vysokým časovým rozlišením. Elektrické pole v okolí sondy je měřeno pomocí pětice antén, z nichž čtyři jsou vyrobeny ze slitiny niobu, protože sahají mimo stín tepelného štítu do slunečního světla, kde jsou vystaveny teplotám téměř 1400 °C. Pátá anténa je umístěna kolmo k ostatním ve stínu tepelného štítu, pomáhá vytvářet prostorový obraz elektrického pole na vyšších frekvencích. Součástí FIELDS jsou rovněž tři magnetometry. Jeden měří rychlé změny magnetického pole v čase v menší vzdálenosti od Slunce, další dva identické magnetometry měří magnetické pole ve větší vzdálenosti, kde se mění pomaleji.
- IS☉IS (Integrated Science Investigation of the Sun) - obsahuje dva vzájemně se doplňující přístroje pro měření energetických částic: EPI-Lo a EPI-Hi (EPI je zkratka pro Energetic Particle Instrument). EPI-Lo zaznamenává částice s nižší energií; kromě elektronů a protonů identifikuje uhlík, kyslík, neon, hořčík, křemík, železo a dva izotopy helia, 3He a 4He. EPI-Hi zaznamenává částice s vyšší energií.
- WISPR (Wide-field Imager for Solar Probe) - obsahuje dvojici speciálních radiačně odolných kamer pro pořizování snímků koróny a vnitřní heliosféry.
- SWEAP (Solar Wind Electrons Alphas and Protons) - hlavními přístroji jsou Solar Probe Analyzers (SPAN, dvojice elektrostatických analyzátorů) a Solar Probe Cup (SPC). SPC zachycuje nabité částice ve vakuu, při průchodu blízko Slunce provádí až 146 měření za sekundu pro přesné určení rychlosti, hustoty a teploty slunečního plazmatu. SPAN se skládá ze dvou přístrojů: SPAN-A a SPAN-B, které mají širší zorné pole než SPC. SPAN-A má dvě komponenty pro měření elektronů a iontů, SPAN-B zaznamenává pouze elektrony.

## Trajektorie
Sonda využívá opakované gravitační manévry u Venuše k postupnému snižování jejího perihélia s cílem dosáhnout v poslední fázi výšky (nad povrchem) přibližně 8,5 slunečních poloměrů, neboli asi 6×106 km (0,040 au). Během sedmi let je plánováno celkem 24 oběhů Slunce včetně sedmi průletů kolem Venuše, které postupně zmenší eliptickou dráhu sondy. Předpokládalo se, že prostředí v blízkosti Slunce bude způsobovat nabíjení sondy, radiační poškození materiálů a elektroniky a přerušování komunikace, proto je oběžná dráha vysoce eliptická s relativně krátkými časy strávenými v blízkosti Slunce.
V blízkosti perihelia je sonda nejrychleji se pohybujícím objektem vyrobeným člověkem. Předchozí rekord sondy Helios 2 překonává zhruba třikrát. Po gravitačním manévru ze srpna 2023 se její rychlost v periheliu blíží 180 km/s, po posledním plánovaném gravitačním manévru v listopadu 2024 rychlost v periheliu překročí 190 km/s.
24. prosince 2024 se sonda přiblížila na vzdálenost 6,1 miliónu kilometrů od povrchu Slunce, byla zde vystavena teplotám až 982 °C. Okolo Slunce proletěla rychlostí až 692 000 km/h. Přiblížení sonda přežila, data začne odesílat 1. ledna 2025.